# Nova Carlsbergova gliptoteka
Nova Carlsbergova Glyptoteka (dansko Ny Carlsberg Glyptotek; ny pomeni 'novo' v danščini; 'Glyptotek' izvira iz grškega korena glyphein, izrezljati, in theke, prostor za shranjevanje), splošno znana kot Glyptoteket, je umetnostni muzej v Københavnu na Danskem. Zbirka predstavlja zasebno umetniško zbirko Carla Jacobsena (1842–1914), sina ustanovitelja pivovarne Carlsberg.
Predvsem kiparski muzej, kot pove že ime, je osrednja točka muzeja antična skulptura iz starih kultur okoli Sredozemlja, vključno z Egiptom, Rimom in Grčijo, pa tudi sodobnejša kiparstva, kot je zbirka del Augusta Rodina, sodi med najpomembnejšega zunaj Francije. Vendar pa je muzej enako znan po svoji zbirki slik, ki vključuje obsežno zbirko francoskih impresionistov in postimpresionistov ter slik danske zlate dobe.
Francoska zbirka vključuje dela slikarjev, kot so: Jacques-Louis David, Claude Monet, Camille Pissarro, Auguste Renoir, Edgar Degas in Paul Cézanne, pa tudi dela postimpresionistov, kot so Vincent van Gogh, Henri de Toulouse-Lautrec in Pierre Bonnard. Muzejska zbirka vključuje vse bronaste skulpture Degasa, vključno s serijo plesalcev. Številna dela norveško-danskega kiparja Stephana Sindinga so na vidnem mestu v različnih oddelkih muzeja.

## Zgodovina

### Prva Gliptoteka
Carl Jacobsen je bil predan zbiralec umetnin. Zlasti ga je zanimala antična umetnost, z leti pa je pridobil tudi precejšnjo zbirko francoskih in danskih kipov. Ko so njegovo zasebno vilo leta 1882 dozidali z zimskim vrtom, so skulpture v njej kmalu presegle število rastlin. Istega leta je bila zbirka odprta za javnost. V naslednjih letih je bil muzej večkrat razširjen, da bi zadovoljil potrebo po več prostora za njegove nenehno rastoče zbirke. Leta 1885 je njegov 'hišni muzej' narasel na skupno 19 galerij, od katerih je prvih 14 zasnoval Vilhelm Dahlerup, medtem ko je Hack Kampmann zgradil zadnje štiri in izvedel prenovo zimskega vrta.

### Nov muzej
Kljub številnim razširitvam je bilo končno jasno, da so obstoječi prostori neustrezni in da je potrebna nova stavba. 8. marca 1888 je Carl Jacobsen podaril svojo zbirko danski državi in mestu Københavnu pod pogojem, da zagotovita primerno stavbo za njeno razstavo. Stare utrdbe mesta so bile pred kratkim opuščene in izbrano mesto je bilo na ravelinu zunaj Holcksovega bastijona v mestnem zahodnem obzidju, južno od vrtov Tivoli, ki so bili ustanovljeni leta 1843. Jacobsen ni bil zadovoljen z lokacijo, ki se mu je zdela predaleč od središča mesta, imel pa je tudi zadržke glede bližine Tivolija, ki se mu je zdela skupna. Namesto tega je želel stavbo na nastajajočem novem trgu mestne hiše, vendar je na koncu sprejel.
Carl Jacobsen je bil tisti, ki je izbral ime muzeja po navdihu Gliptoteke Ludwiga I. v Münchnu, pa tudi Vilhelm Dahlerup kot arhitekt za nalogo. Jarek je bil zasut in nov muzej je bil prvič odprt 1. maja 1897. Sprva je vključeval le Jacobsenovo moderno zbirko s francoskimi in danskimi deli iz 18. stoletja.
Januarja 1899 je Carl Jacobsen muzeju podaril svojo zbirko antične umetnosti, zaradi česar je bila potrebna razširitev. Zasnoval jo je Hack Kampmann, medtem ko je Dahlerup zasnoval zimski vrt, ki je povezoval novo krilo s staro stavbo. Slovesno so jo odprli leta 1906.
Leta 1996 je bil muzej ponovno razširjen, tokrat z polnilom, zgrajenim na enem od njegovih dvorišč po načrtu Henninga Larsena. Leta 2006 je bila stavba pod vodstvom danskih arhitektov Dissing + Weitling pod velikim programom prenove. in Bonde Ljungar Arkitekter MAA.

## Arhitektura
Stavba je pogosto znana po svoji eleganci in sintezi, ki jo ustvarja z umetniškimi deli.
Krilo Dahlerup, najstarejši del muzeja, je razkošna historicistična stavba. Fasada je iz rdeče opeke s poliranimi granitnimi stebri v beneškem renesančnem slogu. Hrani francosko in dansko zbirko.
Krilo Kampmann je bolj preprosta, neoklasicistična stavba, zgrajena kot niz galerij okoli osrednjega avditorija, ki se uporablja za predavanja, manjše koncerte, simpozije in branja poezije.
Obe krili povezuje Zimski vrt z mozaičnimi tlemi, visokimi palmami, fontano in na vrhu s kupolo iz bakra in kovanega železa.
Krilo Henning Larsen je minimalistično polnilo, zgrajeno na nekdanjem notranjem dvorišču in omogoča dostop do strehe. V Gliptoteki včasih potekajo uradni sestanki in banketi, kot je certificiranje Evrope brez otroške paralize 21. junija 2002.

## Zbirke
Zbirke Ny Carlsberg Glyptotek obsegajo več kot 10.000 umetniških del.

### Antična zbirka
Antična zbirka prikazuje skulpture in druge starine iz starodavnih kultur okoli Sredozemlja.
Obsežno grško, rimsko in etruščansko zbirko sestavljajo kipi iz marmorja, majhni kipi iz terakote, reliefi, lončenina in drugi artefakti. Etruščanska zbirka je največja zunaj Italije. Posrednik Theidoita Jacobsena v Rimu 25 let, je pridobil več kot 950 skulptur in etruščanskih starin za muzej Ny Carlsberg.
Egipčanska zbirka obsega več kot 1900 kosov, ki segajo v obdobje od leta 3000 pred našim štetjem do 1. stoletja našega štetja in predstavljajo tako stari Egipt, Srednje kraljestvo in rimsko obdobje. Ustanovljena je bil leta 1882, ko je Carl Jacobsen naredil svojo prvo egipčansko pridobitev, sarkofag, kupljen v Egiptovskem muzeju v Kairu. Številni predmeti v zbirki so bili povečani, ko je fundacija Ny Carlsberg sponzorirala izkopavanja v Egiptu v začetku 20. stoletja, ki jih je vodil angleški egiptolog W. M. F. Petrie. Fundacija vključuje več mumij, prikazanih v kripti podobni galeriji.
Bližnjevzhodna zbirka obsega obdobje 7150 let, najstarejši artefakt je iz leta 6500 pr. n. št., najmlajši pa iz leta 650 n. št. in vključuje kulture, kot so Levant, Mezopotamija, Anatolija in Perzija.

### Francoska zbirka
Glavni poudarek francoske zbirke je francosko slikarstvo in kiparstvo iz 19. stoletja. Zbirka slik vsebuje dela slikarjev, kot sta David in Manet, pa tudi veliko zbirko impresionističnih slikarjev, kot so Monet, Cézanne in Bonnard. Edini slikar, predstavljen z največ slikami, je Paul Gauguin z več kot 40 deli. Muzej hrani tudi veliko zbirko francoskih kipov iz 19. stoletja umetnikov, kot sta Carpeaux in Rodin, pri čemer je Rodinova zbirka ena največjih na svetu, pa tudi celotno zbirko Degasovih bronastih kipov.

### Danska zbirka
Danska zbirka vsebuje veliko zbirko danskih slik zlate dobe slikarjev, kot so Christoffer Wilhelm Eckersberg, Christen Købke in Johan Thomas Lundbye. Vsebuje tudi največjo predstavitev danskega kiparstva zlate dobe v državi.

### Evropska zbirka
Evropska zbirka obsega dela od 18. do 20. stoletja. Zastopani kiparji so neoklasicisti, kot so Antonio Canova, Johan Tobias Sergel, Carstens, Flaxman, Rauch in Baily, pa tudi modernisti, kot so Meunier, Klinger, Picasso in Giacometti.
Zbirka obsega tudi majhno zbirko modernih slik umetnikov, kot so Arp, Ernst, Miró, Poliakoff in Gilioli.

## Avditorij
Avditorij se uporablja predvsem za klasične koncerte, vključno s serijo koncertov Helge Jacobsen. Koncerti Helge Jacobsen so vključevali avstrijski kvartet Hagen, rusko violinistko Alino Ibragimovo, francoskega pianista Cédrica Tiberghiena, ruskega baritonista Sergeja Leiferkusa, francoski kvartet Ysaÿe in nemškega tenorista Jonasa Kaufmanna in drugih.
Ny Carlsberg Glyptotek je na splošno znana po dobri akustiki, tako v dvorani kot v okoliških dolgih dvoranah. Avditorij je kot prostor za vaje uporabljal vokalni ansambel za staro glasbo Musica Ficta, pogosto v okviru odpiralnega časa muzeja, ki je muzejsko izkušnjo občasno popestril z glasbo, redno pa je koncertiral tako v Avditoriju kot v okoliških dvoranah.
Občasno se Avditorij uporablja tudi za druge glasbene zvrsti, kot je danska Klezmer skupina Mames Babegenush.
Avditorij se uporablja tudi za druge kulturne dogodke, kot so branja poezije, predavanja in debate.

## V popularni kulturi
Muzej je uporabljen kot lokacija v filmih Stjerneskud (1947), Fodboldpræsten (1951), Dorte (1951), Mød mig på Cassiopeia (1951), Bruden fra Dragstrup (1955) in Den kære familie (1962).[17]
Stavba je bila navdih za scenografijo Valkyries' Rock v Kasperja Holtena produkciji Wagnerjevega Nibelunškega prstana leta 2006 v Operi v Københavnu.

## Galerija
- Zimski vrt, Ny Carlsberg Glyptotek
- Paul Gauguin: Bord de mer I
- Del vrta Ny Carlsberg GlyptotekDel vrta Ny Carlsberg Glyptotek
- Fate

- Portret Kaligule (s sledovi polikromije), leto 37-41
- Herman Wilhelm Bissen:
Paris z jabolkom
- Édouard Manet:
Pivec absinta
- Auguste Rodin:
Mislec
- Nasothekov prikaz nosov, uporabljenih za restavriranje
- Dekle s ptico
- Zvestoba
- Preudarnost
- Lepota iz Palmire